# Cabo Aya
El cabo Aya (en griego: Άγια, «el santo»; en ruso: Айя) es un promontorio rocoso que se adentra en el mar Negro al sureste de Balaklava. Esta extensión de 13 km de longitud de los montes de Crimea separa la bahía de Laspi (al este) de la bahía de Balaklava (al oeste).
El punto más alto, Kokiya-Kiya (literalmente «Acantilado azul») tiene 559 m de alto. El promontorio está lleno de grutas, y se encuentra protegido como un zakáznik nacional.
Una tormenta frente al cabo Aya es el tema de una de las pinturas del pintor ruso Iván Aivazovski. Entre los usos que le dieron al cabo, se instaló un sistema de misiles guiados soviético en el mismo. Por otro lado, Víktor Yanukóvich, expresidente de Ucrania, ordenó la construcción de una lujosa residencia privada en el cabo Aya. La «Nueva Mezhyhirya» aún estaba inconclusa cuando la revolución ucraniana de 2014 derrocó a Yanukóvich de su cargo.
|                                          |
| Playa con vista al cabo Aya en el fondo. |

|                                                    |
| El atardecer sobre el mar Negro desde el cabo Aya. |

|                                           |
| Vista del cabo Aya desde el cabo Fiolent. |